# Kakogawa (Hjógo)
Kakogawa (japonsky 加古川市) je japonské město na jihu ostrova Honšú v prefektuře Hjógo. Žije zde přes 266 tisíc obyvatel. Město leží na železniční křižovatce mezi městy Himedži, které je vzdálené zhruba 10 minut jízdy vlakem společnosti Japan Railways Group, Kóbe je pak vzdálené přibližně 30 minut jízdy a Ósaka 50 minut jízdy.

## Partnerská města
- Auckland, Nový Zéland
- Maringá, Brazílie